# Sauce Albuféra

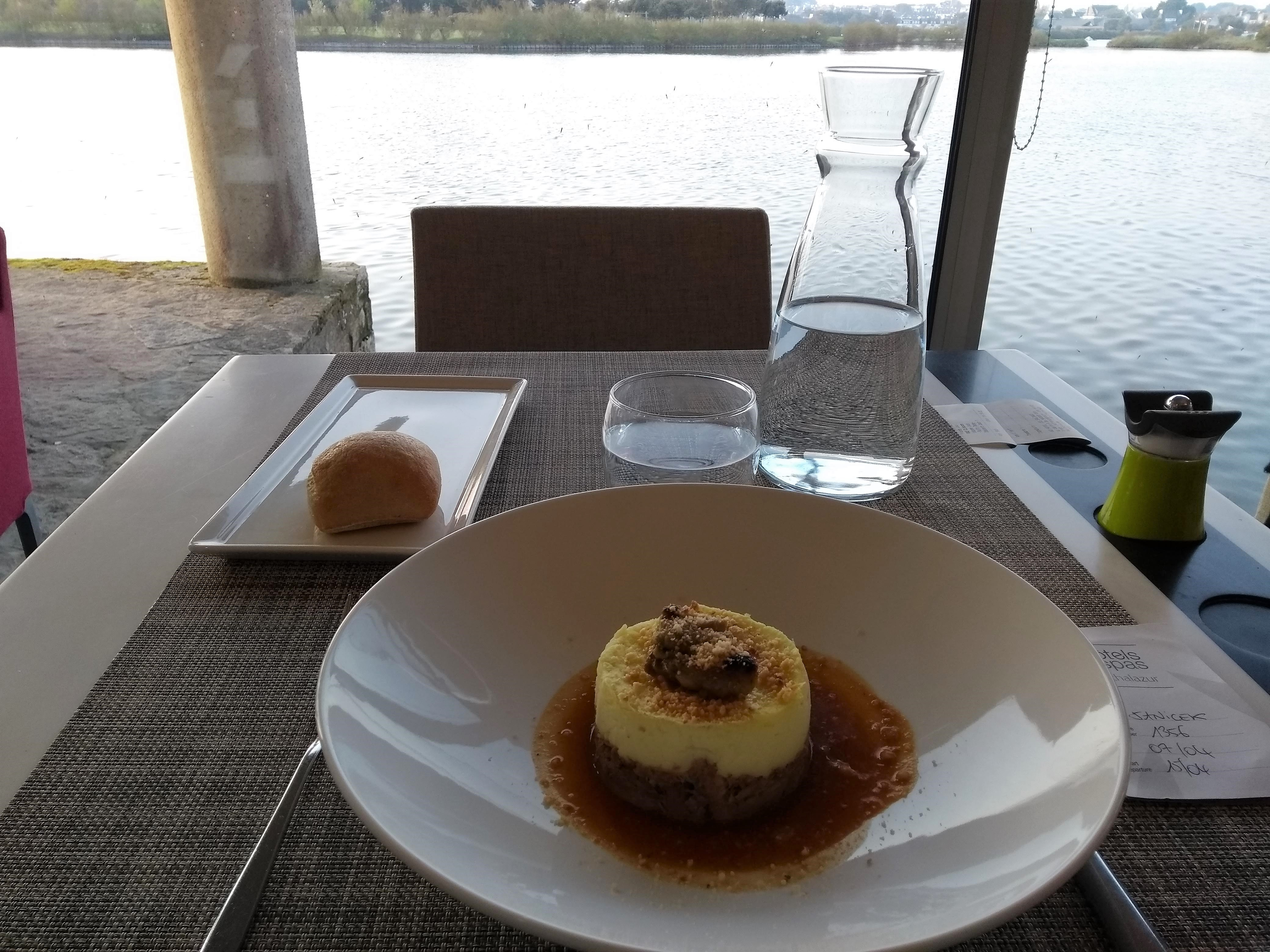
Parmentier de confit de canard à la sauce Albuféra.

La sauce Albuféra est une sauce émulsifiée stable, chaude, à base de sauce allemande colorée et crémée. 

## La recette: de moins en moins pimentée avec le temps
Auguste Escoffier donne une première recette de cette sauce dans Le Guide culinaire (1903) : « Sauce suprême additionnée de 2 décilitres de glace de viande dissoute et 50 g. de beurre de piment au litre. Sert d'accompagnement aux volailles pochées et braisées. » Il semble que l'usage de pimenter la sauce Albuféra ne soit pas nouveau : La Vie Parisienne du 22 septembre 1883 place une poularde Albuféra en entrée de son menu épicé.
La Cuisine et la Pâtisserie expliquées du Cordon-bleu (1927) utilise le poivron rouge comme colorant : « Préparer 5 décilitres de sauce suprême que l’on fait réduire en y incorporant cinq cuillerées à bouche de crème double, 30 g. de beurre fin, 5 g. de poivrons rouges revenus avec 10 g. de beurre puis finement pilés et passés au tamis fin. En dernier lieu on y incorpore de la glace de volaille fondue, jusqu’à ce que la sauce ait pris une teinte légère café au lait.

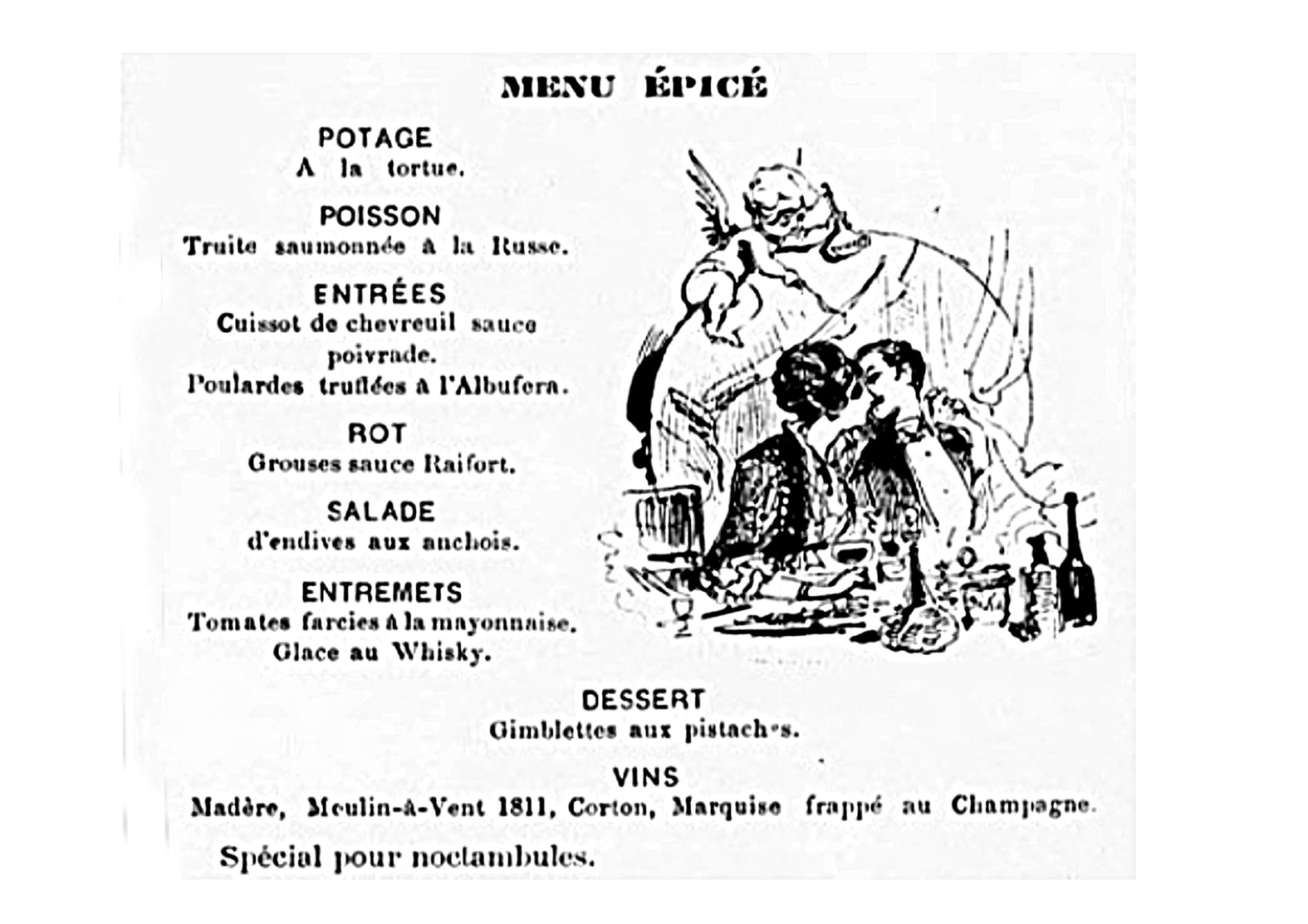
La poularde truffée à l'Albuféra dans le menu épicé de La Vie parisienne (1883).

Le piment ou le poivron disparaissent en 1934 dans Ma cuisine du même Escoffier : « Sauce blonde dite allemande additionnée de 5 à 6 cuillerées de glace de viande par litre de sauce, et autant de crème fraîche. » Cette recette est la formule usuelle jusqu'à nos jours, même si la coloration au poivron rouge figure encore dans des ouvrages récents.

## Utilisation et origine
Elle accompagne la poularde éponyme dont Adolphe Dugléré serait le créateur en l'honneur du maréchal Louis-Gabriel Suchet, duc d'Albuféra. On la sert aussi avec le chapon, le poulet ou le canard ,.
Il semble que sous le Second Empire « à l'Albuféra » ait désigné des plats riches (avec truffes, langue écarlate, champignons, crêtes de coq, etc.) : L'Art de la cuisine française au XIXe siècle, traité élémentaire et pratique des bouillons en gras et en maigre (1854) donne un aloyau braisé à l'Albuféra, de même un peu plus tard les Tablettes gastronomiques de Saint-Petersbourg ,. Parmi ces plats riches, la fameuse poularde aurait pu donner le nom d'Albuféra à sa sauce. 